# Justice communale (Pérou)
Au Pérou, la justice communale désigne la capacité des communautés paysannes (es) et autochtones (en) à régler des conflits en vertu de leurs propres règles. La Constitution péruvienne (es) dispose ainsi:
« Articulo 149. Las autoridades de las Comunidades Campesinas y Nativas, con el apoyo de las Rondas Campesinas, pueden ejercer las funciones jurisdiccionales dentro de su ámbito territorial de conformidad con el derecho consuetudinario, siempre que no violen los derechos fundamentales de la persona. La ley establece las formas de coordinación de dicha jurisdicción especial con los Juzgados de Paz y con las demás instancias del Poder Judicial »
« Article 149. Les autorités des Communautés paysannes et indigènes, avec l'appui des Rondas Campesinas, peuvent exercer des fonctions juridictionnelles dans leur périmètre territorial conformément au droit coutumier, à condition qu'elles ne violent pas les droits fondamentaux de l'individu. La loi établit les formes de coordination de cette juridiction spéciale avec les Tribunaux de paix et avec les autres instances du Pouvoir judiciaire. »
Cette justice recouvre des réalités très diverses, qui posent problème à l'administration de la justice ordinaire, principalement parce que des pratiques comme les châtiments corporels en public ou le mariage de filles mineures rentre en contradiction avec la conception majoritaire des droits humains. Un projet de loi a ainsi été fait pour coordonner davantage justices communale et ordinaire. 
Selon Elder Jaime Miranda Aburto, la justice communale est généralement plus efficace que la justice ordinaire.
La justice communale est une forme de justice communautaire semblable à d'autres en Amérique latine, par exemple la justice autochtone en Équateur ou la justice autochtone paysanne communautaire en Bolivie.